# Чемпионат Африки по дзюдо 2000
Чемпионат Африки по дзюдо 2000 года прошёл 9-12 мая в городе Алжир (Алжир).

## Медалисты

### Мужчины
| Весовая категория       | Золото                       | Серебро                            | Бронза                                             |
| ----------------------- | ---------------------------- | ---------------------------------- | -------------------------------------------------- |
| Суперлёгкая (до 60 кг)  | Анис Лунифи · Тунис          | Абделуахед Идрисси Чорфи · Марокко | Г. Али · Египет Омар Ребахи · Алжир                |
| Полулёгкая (до 66 кг)   | Амар Мериджа · Алжир         | Жан-Клод Камерун · Камерун         | Мохаммед Дава · Египет Макрем Айед · Тунис         |
| Лёгкая (до 73 кг)       | Нуреддин Ягуби · Алжир       | Хайтан Эль-Хуссайни · Египет       | Сулейман Муса · Нигерия Хассен Мусса · Тунис       |
| Полусредняя (до 81 кг)  | Адил Белгайд · Марокко       | Абдесселем Арус · Тунис            | Абумедан Эль-Сайед · Египет Брахима Гвиндо · Мали  |
| Средняя (до 90 кг)      | Искандер Хачича · Тунис      | Халед Меддах · Алжир               | Ашраф Бахгат · Египет Жан-Клод Рафаэль · Маврикий  |
| Полутяжёлая (до 100 кг) | Бассель Эль-Гарбави · Египет | Сами Бельгрун · Алжир              | Садок Халгуи · Тунис Антонио Фелисите · Маврикий   |
| Тяжёлая (свыше 100 кг)  | Мохамед Буайшауи · Алжир     | Стив Нгуэма Ндонг · Габон          | Ахмед Бали · Египет Анис Чедли · Тунис             |
| Абсолютная категория    | Бассел Эль-Гарбави · Египет  | Яссин Салими · Алжир               | Амади Мбаре Диоп · Сенегал Искандер Хачича · Тунис |

### Женщины
| Весовая категория      | Золото                      | Серебро                                | Бронза                                             |
| ---------------------- | --------------------------- | -------------------------------------- | -------------------------------------------------- |
| Суперлёгкая (до 48 кг) | Хайет Руини · Тунис         | Таня Талли · ЮАР                       | Лавлин Орджи-Бен · Нигерия Долли Муту · Маврикий   |
| Полулёгкая (до 52 кг)  | Салима Суакри · Алжир       | Наина Сесилия Раваоарисоа · Мадагаскар | Вирджиния Стронг · ЮАР Ева Кэтрин Экута · Нигерия  |
| Лёгкая (до 57 кг)      | Франсуаза Нгуэле · Камерун  | Росе Мари Куахо · Кот-д’Ивуар          | Карима Дхауади · Тунис Линда Мекзин · Алжир        |
| Полусредняя (до 63 кг) | Билкису Юсиф · Нигерия      | Несрия Траки · Тунис                   | Санама Агуме · Камерун Хенриетта Мёллер · ЮАР      |
| Средняя (до 70 кг)     | Ли Заху Блаво · Кот-д’Ивуар | Саида Дхахри · Тунис                   | Рашида Уэрдане · Алжир Паулина Нго Тепка · Камерун |
| Полутяжёлая (до 78 кг) | Мелани Энгоанг · Габон      | Акисса Монни · Кот-д’Ивуар             | Кристи Обекпа · Нигерия Ахлем Аззаби · Тунис       |
| Тяжёлая (свыше 78 кг)  | Хеба Хефни · Египет         | Аджа Марьям Диоп · Сенегал             | Чемабо Ава · Камерун Инсаф Яхьяуи · Тунис          |
| Абсолютная категория   | Аджа Марьям Диоп · Сенегал  | Хеба Хефни · Египет                    | Чемабо Ава · Камерун Несрия Траки · Тунис          |